# The Curse of Monkey Island
The Curse of Monkey Island (česky Kletba Opičího ostrova) je třetí díl série Monkey Island, počítačová hra typu Point and click adventura. Děj je zasazen do pirátského prostředí Karibského moře. Jako naprostá většina her od LucasArts je i tato obohacena silnou dávkou humoru.